# Kazimieras Paltarokas

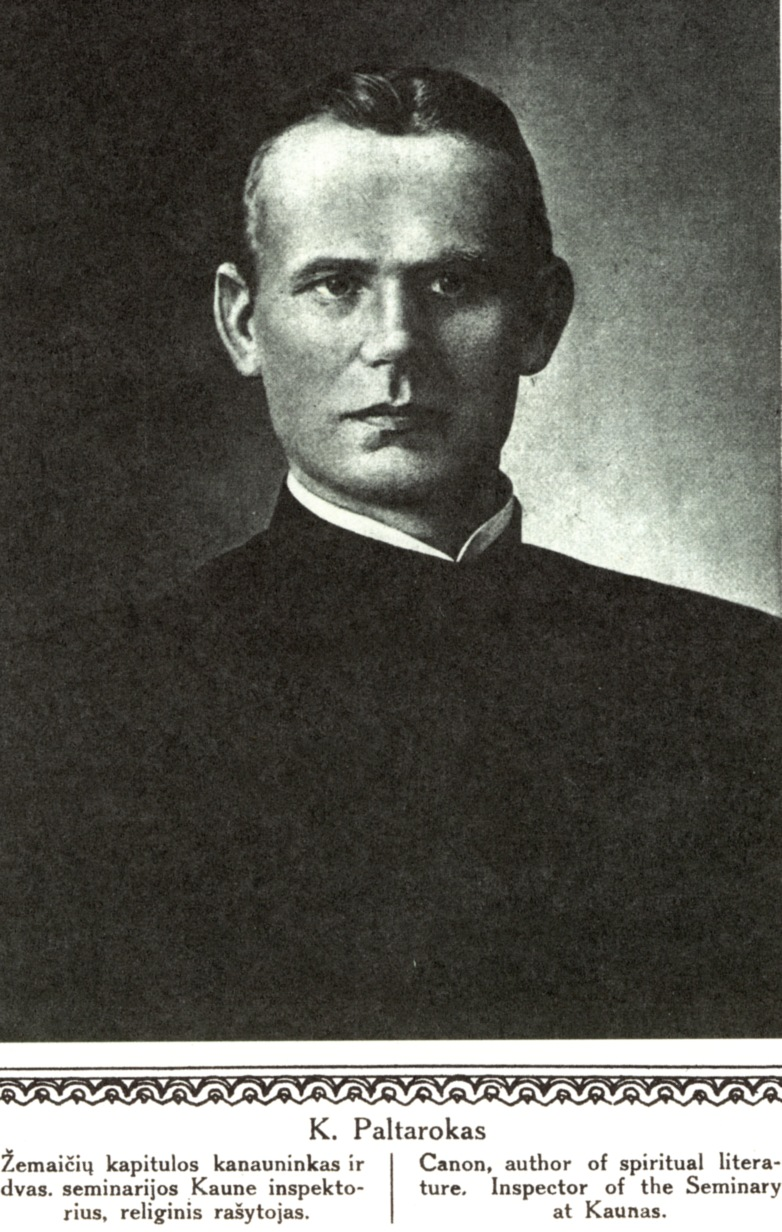
Kazimieras Paltarokas

Kazimieras Paltarokas (* 22. Oktober 1875 in Gailioniai, Wolost Pasvalys; † 3. Januar 1958 in Vilnius) war ein litauischer römisch-katholischer Bischof.

## Leben
Paltarokas lernte in der Grundschule Joniškėlis und absolvierte das Gymnasium in Mintauja, Lettland. Danach studierte er am Priesterseminar Kaunas und am geistlichen Seminar in Sankt Petersburg in Russland. Dort verteidigte er die Dissertation De origine animae humanae und wurde Magister. 1902 wurde er zum Priester geweiht. Danach arbeitete er in der lettischen Stadt Liepāja.
Ab 1911 lehrte er am Priesterseminar Kaunas. Ab 1914 war er Vizeregens des Seminars.
Von 1922 bis 1926 lehrte er als Professor Pastoraltheologie  an der Universität Litauens. Am 5. April 1926 wurde er vom Papst zum Bischof von Panevėžys ernannt und am 2. Mai durch Pranciškus Karevičius geweiht. Von 1926 bis 1957 leitete er das Bistum Panevėžys. Von 1949 bis 1957 war er Administrator des Erzbistums Vilnius.
Sein Grab befindet sich in der Kathedrale Panevėžys.